# Егоров, Анатолий Николаевич
Анатолий Николаевич Егоров (22 сентября 1946, Москва — 17 декабря 2009, Москва) — советский и российский сыщик и милиционер, раскрывший в 1980-е — 1990-е годы ряд резонансных уголовных дел. Начальник Управления уголовного розыска (Московский уголовный розыск, МУР) ГУВД Мосгорисполкома в 1989—1991 годах. Первый заместитель начальника Главного управления внутренних дел города Москвы — начальник криминальной милиции в 1991—1993 годах. Депутат Верховного Совета РСФСР — Российской Федерации (1990—1993). Генерал-майор милиции. Заслуженный работник МВД СССР. Почётный сотрудник МУРа.

## Биография
Родился 22 сентября 1946 года в Москве.
По окончании электромеханического техникума служил в Советской Армии. С 1969 года — в московской милиции. Службу начинал в 102-м отделении милиции Перовского района города Москвы. В 1973-1983 годах — оперуполномоченный, заместитель начальника отдела, начальник отдела борьбы с преступлениями против личности («убойного» отдела) Управления уголовного розыска (УУР) — Московского уголовного розыска (МУР) Главного управления внутренних дел (ГУВД) Мосгорисполкома. Заочно окончил Высшую школу МВД СССР.
В 1983—1989 годах — заместитель, а затем первый заместитель начальника УУР ГУВД Мосгорисполкома.
Под его руководством в 1980-е годы был раскрыт ряд резонансных уголовных дел. Так, в частности, оперативно-следственной группой руководимой А. Н. Егоровым было раскрыто убийство Героя Советского Союза вице-адмирала в отставке Г. Н. Холостякова и его жены Натальи Васильевны, совершённое в Москве 21 июля 1983 года, с целью похищения государственных наград адмирала. В октябре 1983 года в Иваново сотрудниками МУРа были арестованы супруги Геннадий и Инна Калинины, являвшихся профессиональными похитителями наград. В 1984 году состоялся суд, Г. Калинин был приговорён к высшей мере наказания — расстрелу, И. Калинина — к 15 годам лишения свободы .
Указом Президиума Верховного Совета СССР от 14 декабря 1984 года за образцовое выполнение служебного долга и  высокое профессиональное мастерство, проявленные  при раскрытии и расследовании опасных преступлений, майор милиции А. Н. Егоров награждён орденом Красной Звезды.
В 1985 году под руководством А. Н. Егорова было раскрыто убийство семьи Троицких, совершенное в Москве летом 1983 года в элитном доме на Беговой улице. Три женщины были жестоко убиты неизвестными, а из квартиры пропал мешок с раритетными ювелирными изделиями XVIII века, в том числе перстень с изображением Вольтера и камея Екатерины II. Цену похищенного не смогли назвать даже в Эрмитаже и Алмазном фонде СССР. Кропотливая работа завершилась успехом — «авторов» совершённого преступления нашли, а похищенное изъяли .
В 1989—1991 годах — начальник УУР ГУВД Мосгорисполкома.
Руководил МУРом в не простой, переломный период. Начавшаяся в СССР в 1985 году «перестройка» и последовавшие за ней изменения в социально-экономической жизни страны заставили сотрудников уголовного розыска учиться борьбе с новыми формами преступности. Так, в конце 1980-х годов в МУРе создаётся отдел по борьбе с организованной преступностью, впоследствии реорганизованный в Региональное управление. 
Начиная с 1985 года, количественные и качественные характеристики преступности значительно изменились. Увеличилось количество тяжких и особо тяжких преступлений. Так, первый год нахождения А. Н. Егорова на посту начальника МУРа ознаменовался резким ухудшением оперативной обстановки. Общее количество преступлений по линии уголовного розыска выросло за год на 54%, кражи государственного имущества — на 75%, убийства — на 86%, а число разбоев, грабежей и краж автомашин удвоилось. В связи с этим, были созданы постоянно действующие следственно-оперативные группы по раскрытию умышленных убийств, совершенных в условиях неочевидности, в состав которых вошли сотрудники городской прокуратуры и МУРа. Их роль состояла в непосредственном обеспечении качественного осмотра места происшествия, обнаружения, фиксации и изъятия следов преступления, работа «по горячим следам», а также для раскрытия убийств прошлых лет, дела по которым приостановлены. В эти сложные годы МУР в представлении москвичей выглядел, чуть ли не единственным защитником от уголовного беспредела. Именно поэтому в марте 1990 года они избрали его начальника А. Н. Егорова депутатом Верховного Совета РСФСР.
В 1991—1993 годах — первый заместитель начальника ГУВД города Москвы — начальник криминальной милиции.
Депутат Верховного Совета РСФСР (с 1992 года — Российской Федерации) от Черкизовского территориального избирательного округа № 57 города Москвы (1990—1993). Избран 18 марта 1990 года в результате повторного голосования, получил 57,4% голосов (4 марта 1990 года занял первое место, получив 23,0% голосов). Член Комитета Верховного Совета РСФСР по законодательству.
В начале 1993 года из-за конфликта с руководством МВД России ушел из ГУВД Москвы в Верховный Совет Российской Федерации, оставаясь в действующем резерве Министерства, где работал до его роспуска в октябре 1993 года.
С 1993 года генерал-майор милиции А. Н. Егоров — в запасе.
Жил в Москве. Скончался 17 декабря 2009 года после тяжёлой и продолжительной болезни. Похоронен в Москве на Николо-Архангельском кладбище.

## Награды
- Орден Красной Звезды (14.12.1984);
- Орден «За личное мужество» (13.10.1992);
- Медаль «За трудовую доблесть»;
- Медаль «За отличную службу по охране общественного порядка»;
- медали СССР и Российской Федерации;
- нагрудный знак «Заслуженный работник МВД СССР»;
- нагрудный знак «Почётный сотрудник МУРа» (№ 1).